# Киндрук, Евгений Леонидович
Евгений Леонидович Киндрук (бел. Яўген Леанідавіч Кіндрук; род. 6 февраля 2005, Пинск, Брестская область) — белорусский футболист, полузащитник клуба «Минск».

## Карьера
Воспитанник футбольной академии «Минска». В начале 2023 года футболист стал выступать за дублирующий состав клуба. За основную команду клуба дебютировал 2 сентября 2023 года в матче против гродненского «Немана», выйдя на замену на 72 минуте. Закрепиться в основной команде столичного клуба у футболиста не получилось, вторую половину сезона проведя на скамейке запасных, продолжая выступать за дублирующий состав. По итогу сезона футболист вместе с клубом завершил чемпионат на итоговом девятом месте.

## Достижения
«Минск-2»
- Победитель Второй лиги: 2024